# アウトライナー
アウトライナーはアンテナハウスが開発・販売する、Portable Document Format (PDF) ファイルの編集・加工ソフトウェアである。
PDFファイルの内容を解読して自動的にしおりを作成することや、ページを表示して対話的にしおりをつけることができるのが特徴である。
PDFファイルのページ調整のために白紙ページを挿入するほか、サイズ変更、削除、回転などのページ単位編集操作機能ももつ。
アウトライナー2では、PDFの目次を解析してしおりを自動作成、外部PDFからページをドラッグ&ドロップで取り込み、しおり情報を外部XML形式として入出力するなどの機能が追加された。
アウトライナー3で、PDFのリンク注釈の編集を作成・変更・削除する機能、墨消し機能、指定した矩形テキストをしおりにする機能などが追加された。